# Nectonemertes primitiva
Nectonemertes primitiva är en djurart som tillhör fylumet slemmaskar, och som beskrevs av Brinkmann 1917. Nectonemertes primitiva ingår i släktet Nectonemertes och familjen Nectonemertidae. Inga underarter finns listade i Catalogue of Life.